# Hymenachne amplexicaulis
Hymenachne amplexicaulis là một loài thực vật có hoa trong họ Hòa thảo. Loài này được (Rudge) Nees mô tả khoa học đầu tiên năm 1829.